# NUCKS1
NUCKS1‏ (Nuclear casein kinase and cyclin dependent kinase substrate 1) هوَ بروتين يُشَفر بواسطة جين NUCKS1 في الإنسان.